# Манжурка
Манжурка (укр. Манжурка) — село в Голованевской поселковой общине Голованевского района Кировоградской области Украины.
Население по переписи 2001 года составляло 34 человека. Почтовый индекс — 26540. Телефонный код — 5252. Занимает площадь 0,433 км². Код КОАТУУ — 3521483202.